# Gustaf Adolf Boltenstern (1904–1995)
Gustaf Adolf Boltenstern (ur. 15 maja 1904 w Sztokholmie, zm. 31 marca 1995 w Mariefred) – szwedzki jeździec sportowy. Wielokrotny medalista olimpijski. 
Największe sukcesy odnosił w dresażu. Brał udział w czterech igrzyskach na przestrzeni 24 lat (IO 32, IO 48, IO 52, IO 56), za każdym razem zdobywał medale. W 1952 i 1956 triumfował w drużynie, podczas obu startów partnerowali mu Henri Saint Cyr i Gehnäll Persson. Wcześniej, w 1932 był drugi w drużynie, a w 1948 trzeci w konkursie indywidualnym.
Jego ojciec był medalistą olimpijskim w 1912.